# Phyllagathis tetrandra
Phyllagathis tetrandra är en tvåhjärtbladig växtart som beskrevs av Friedrich Ludwig Diels. Phyllagathis tetrandra ingår i släktet Phyllagathis och familjen Melastomataceae. Inga underarter finns listade i Catalogue of Life.